# ABC (programovací jazyk)
ABC je imperativní programovací jazyk vyvíjený v 80. letech 20. století. Jde o strukturovaný vysokoúrovňový jazyk. Cílovou skupinou uživatelů byli odborníci využívající počítač, ale neprogramátoři. Cílem bylo vytvoření jazyka, který by této skupině uživatelů nahradil BASIC, Pascal nebo dokonce AWK. Není určen pro systémové programování, ale spíš pro výuku a vytváření prototypů.
Jazyk ABC byl jedním z hlavních inspiračních zdrojů pro mnohem úspěšnější jazyk Python.